# A 7150

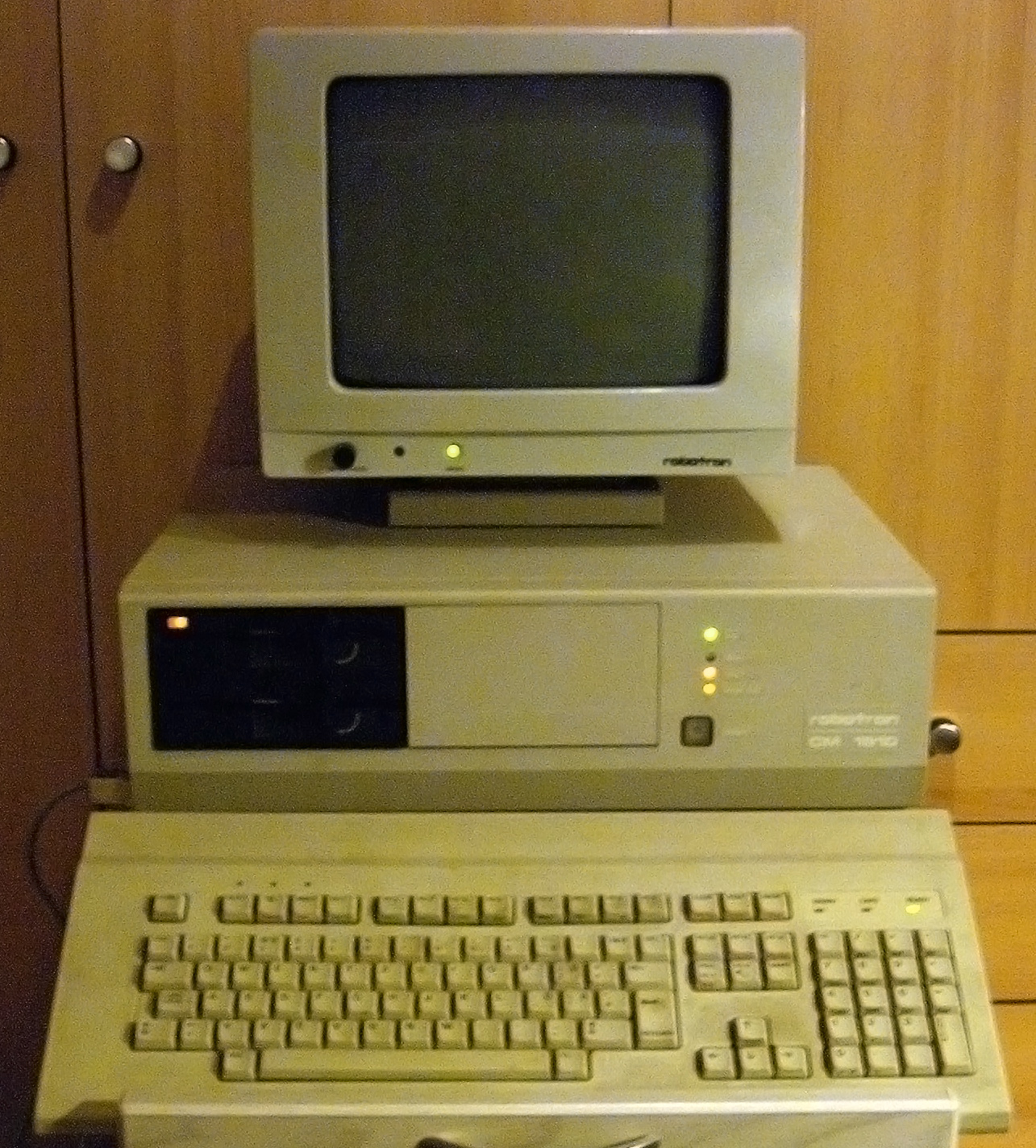
robotron CM 1910 an Bildschirm robotron K 7229.25

Der Robotron A 7150 war ein 16-Bit Personal Computer aus der DDR. Er kam im Januar des Jahres 1988 als Nachfolger des A 7100 auf den Markt. Er wurde unter der Bezeichnung CM 1910 in das System der Kleinrechner des RGW eingegliedert. Die meisten Computer wurden unter diesem Namen vertrieben.
Hersteller war der VEB Robotron Elektronik Dresden.
Wie der A 7100 hatte der A 7150 als CPU einen sowjetischen Intel 8086-Clone, den K1810WM86. Dank Geschäften mit der Bundesrepublik Deutschland bzw. anderen Staaten des NSW gab es jedoch eine Menge Systeme, die auch mit dem Intel 8086, meistens in Kombination mit dem Koprozessor Intel 8087 vermarktet wurden. Die Hardware wurde so gestaltet, dass der A 7150 – im Gegensatz zum A 7100 – (begrenzt) PC-kompatibel war. Dementsprechend lief auch ein Clone von MS-DOS (DCP). Im Inneren arbeitete, neben den zwei 5,25 Zoll-Diskettenlaufwerken, eine 5,25 Zoll-Festplatte. In der Regel war dies eine MFM-Festplatte mit 20 oder 40 MB Kapazität. In den letzten Versionen des A 7150 war sogar die Installation einer zweiten Festplatte möglich.
Die meisten Modelle des A 7150 besaßen weiterhin einen Anschluss für ein Grafiktablett, mit dem das Übertragen von Punktkoordinaten und Linien in den Rechner erfolgen konnte. Hierfür war ein entsprechender Treiber und ein geeignetes Grafikprogramm notwendig.
Als weitere Betriebssysteme neben DCP kamen auch SCP1700 V3.x (CP/M-86-Klon), MUTOS1700 (UNIX-Klon) oder seltener BOS1810 (Echtzeitbetriebssystem) zum Einsatz.